# Brass (настольная игра)
Brass — это настольная игра, действие которой происходит в Ланкашире, Англия, во время промышленной революции. Её разработал Мартин Уоллес. Цель игры состоит в том, чтобы построить шахты, хлопковые фабрики, порты, каналы и железнодорожные пути, а также установить торговые пути, которые будут использоваться для получения очков победы. Игра разделена на два исторических периода: эпоха каналов и эпоха железных дорог . Победные очки начисляются в конце каждой эпохи. В зависимости от карты, которую вытащили игроки, их выбор будет ограничен.

## Описание
Игра рассчитана на 3-4 игроков, но лучше всего играть вчетвером. Время игры 2-3 часа. Рекомендуемый возраст игроков от 14 лет и старше. За Brass последовала игра Age of Industry, которая в основном представляет собой упрощенную (без каналов), более короткую (2 часа) и более доступную (минимум 2 игрока вместо 3) версию Brass.

### Издатель
Игра была издана в 2007 году Warfrog (ныне Treefrog) Games, издательской компанией Уоллеса. Позже игра была опубликована компанией Pegasus Spiele как Kohle — Mit Volldampf zum Reichtum («уголь») с дополнительными изображениями Экхарда Фрейтага, а под своим первоначальным названием игра была издана издательствами Eagle Games и FRED Distribution (США), White Goblin Games (Франция) и Wargames Club (Китай)

#### Переиздание 2018 года
В 2017 году канадский издатель Roxley Games запустил кампанию на Kickstarter по реализации переиздания игры под новым названием Brass: Ланкашир с новыми изображениями и компонентами, а также с немного измененными правилами. В то же время было представлено продолжение игры Brass: Бирмингем. Примкнувшие к команде дизайнеров Гаван Браун и Мэтт Толман представили новые механики игры при сохранении того же основного набора правил. Кампания достигла 1,7 млн канадских долларов при условии, что цель сбора была только 80 000 канадских долларов, и обе игры поступят в продажу в 2018 году.

## Награды
- Победитель Jogo do Ano 2007 года[3]
- 2007 Jogo do Ano Номинант
- 2007 Meeples 'Choice Award
- Номинант на звание лучшей стратегической игры среди настольных игр Golden Geek 2008[1]
- 2008 International Gamers Awards — Общая стратегия; Номинант на многопользовательскую игру[4]
- Номинант Tric Trac 2008 года
- Номинант Nederlandse Spellenprijs 2010 года[5]